# Radio Fiat
Katolickie Radio Fiat – katolicka rozgłośnia radiowa. Powstała 10 sierpnia 1991 roku na Światowe Dni Młodzieży, które odbyły się w Częstochowie. Rozgłośnia należy do archidiecezji częstochowskiej. W latach 2006–2024 jej dyrektorem był ks. Piotr Zaborski, a zastępcą od 2016 roku Aleksandra Mieczyńska. Od 2024 roku Aleksandra Mieczyńska jest p.o. dyrektora radia.
Radio Fiat pośredniczy w świadczeniu pomocy osobom potrzebującym, m.in. poprzez stałą zbiórkę odzieży. Za działalność charytatywną odpowiedzialne jest Koło „Caritas” prowadzone przez wolontariuszy. Przy radio zgromadziła się również grupa lokalnych przedsiębiorców i osób publicznych, zrzeszona w klubie Gospodarczej Rady Inicjatyw Lokalnych. Przy współpracy Koła „Caritas”, klubu oraz radiosłuchaczy możliwe było zorganizowanie wielu akcji charytatywnych. Do najważniejszych należą: pomoc powodzianom, stała pomoc Polakom mieszkającym na Wileńszczyźnie, organizowanie kolonii dla dzieci, stała opieka nad polskimi szkołami na Litwie.
Rozgłośnia patronuje ważnym inicjatywom, m.in. powołaniu częstochowskiego państwowego uniwersytetu. Obejmuje też patronat mediowy podczas licznych imprez kulturalnych i religijnych.
Od 2014 roku Radio Fiat posiada portal informacyjny czestochowskie24.pl, które zostało stworzone na jego kanwie. W tym samym czasie radio wystartowało z emisją reklam, którego sprzedażą czasu antenowego zajmuje się wewnętrzne biuro reklamy.
Od początku nadawania ramówka radia miała charakter ewangelizacyjny i konfesyjny, skupiając się na Życiu Kościoła. Od maja 2014 roku diecezjalne radio nadaje według koncepcji zakładającej podział ramówki na pasmo lokalne (7:00-17:30) i pasmo katolickie (17:30-7:00). Pasmo lokalne zakłada emisję playlisty charakterystycznej dla radia lokalnego oraz treści poświęconych głównie życiu świeckim archidiecezji i audycje sponsorowane przy obecnym udziale elementów chrześcijańskich (modlitwy, miniaudycje ewangelizacyjne). Z kolei w paśmie katolickim grana jest polska i zagraniczna muzyka chrześcijańska, audycje katolickie, modlitwy i takie transmisje jak Apel Jasnogórski czy niedzielne Msze Święte z Jasnej Góry i Archikatedry Świętej Rodziny w Częstochowie.
Lokalizacja stacji nadawczych
- Częstochowa Komin Fortum – 94,7 MHz – ERP 10 kW[2]
- Wieluń Komin EC – 88,1 MHz – ERP 1 kW[2]
- Częstochowa Jasna Góra – k. 12D – ERP 1kW